# 东桥镇 (闽清县)
东桥镇是中国福建省福州市闽清县下辖的一个镇。

## 行政区划
东桥镇共辖1个居委会、22个行政村，分别是：
东桥社区、过洋村、大溪村、大箬村、安仁溪村、义由村、山限村、溪芝村、湖洋村、朱山村、黄坪村、官圳村、刘山村、北洋村、南坑村、溪沙村、新桥村、黄土岭村、村后村、高港村、竹岭村、坪溪村和下宅村。